# Ignacio Manuel Altamirano
Ignacio Manuel Altamirano Basilio (Tixtla, estado de México (hoy Guerrero), 13 de noviembre de 1834-San Remo, actual Italia, 13 de febrero de 1893), según su fe de bautismo Ignacio Homobono Serapio Altamirano Basilio, fue un  escritor, periodista, militar, abogado, político, docente y diplomático mexicano.

## Trayectoria

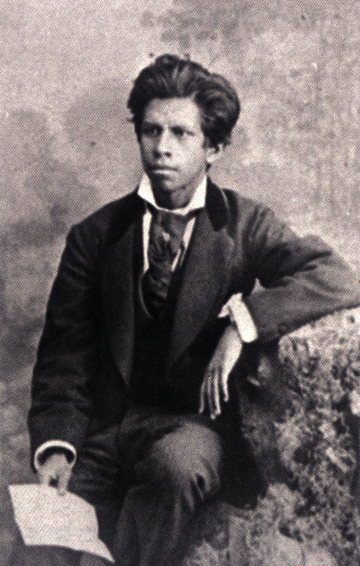
La más antigua fotografía que se conoce de Ignacio Manuel Altamirano.

### Estudios y vida académica
Nació en Tixtla (Estado de México), hoy estado de Guerrero, nacido el 12 y bautizado el 13 de diciembre de 1834, en el seno de una familia indígena chontal. Su padre, Francisco Altamirano, tenía una posición de mando y en 1848 fue nombrado alcalde de Tixtla, lo cual dio al niño Ignacio Manuel, que a la sazón tenía 15 años, la oportunidad de ir a la escuela. Aprendió a leer y a escribir en su pueblo natal. Hizo sus primeros estudios en Toluca, gracias a una beca otorgada por Ignacio Ramírez, de quien fue discípulo. Ignacio estaba a punto de ser rechazado por su edad, pero al final estudió.
En 1849, estudió en el Instituto Literario de Toluca, donde estudió español, latinidad, francés y filosofía, posteriormente, continuó sus cursos de filosofía y derecho en el Colegio de San Juan de Letrán de México. Perteneció a asociaciones académicas y literarias como el Conservatorio Dramático Mexicano, la Sociedad Nezahualcóyotl, la Sociedad Mexicana de Geografía y Estadística, el Liceo Hidalgo y el Club Álvarez.

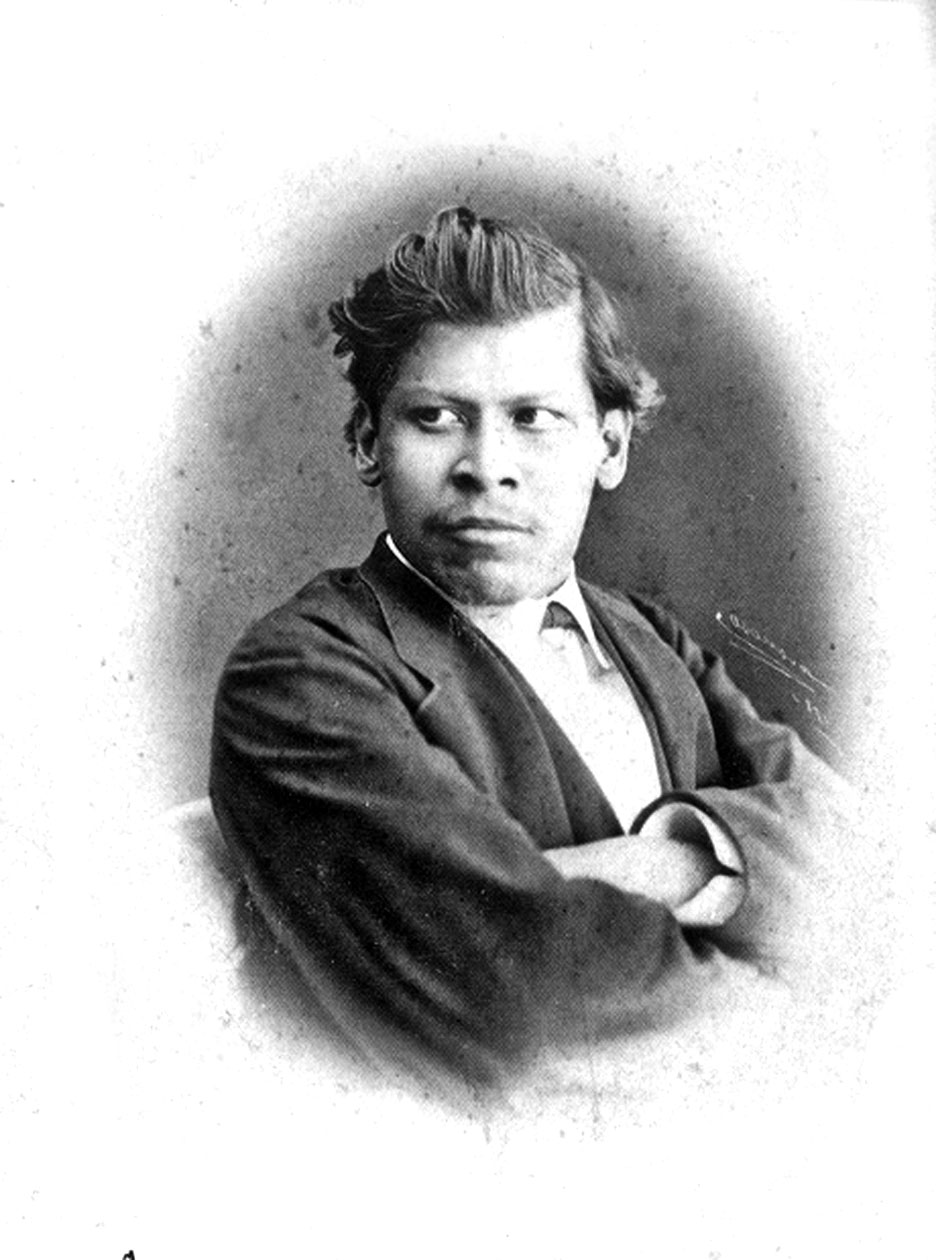
Ignacio Manuel Altamirano, en su juventud.

### Vida política
Gran defensor del liberalismo, tomó parte en la revolución de Ayutla en 1854 contra el santanismo, más tarde en la guerra de Reforma y combatió contra la invasión francesa en 1863. Después de este periodo de conflictos militares, Altamirano se dedicó a la docencia, trabajando como maestro en la Escuela Nacional Preparatoria, en la Escuela Superior de Comercio y Administración y en la Escuela Nacional de Maestros; también trabajó en la prensa, en donde junto con Guillermo Prieto e Ignacio Ramírez fundó El Correo de México y, con Gonzalo A. Esteva, la revista literaria El Renacimiento, en la que colaboran escritores de todas las tendencias literarias, ideológicas y políticas, que tenía entre sus principales objetivos suscitar el resurgimiento de las letras mexicanas y fomentar la noción de unidad e identidad nacional. Fundó varios periódicos y revistas, como: El Correo de México, El Renacimiento, El Federalista, La Tribuna y La República.
En 1861, se desempeñó como diputado en el Congreso de la Unión en tres periodos, durante los cuales abogó por la instrucción primaria gratuita, laica y obligatoria. Fue también titular de la Procuraduría General de la República, fiscal, magistrado y presidente de la Suprema Corte de la Nación, así como oficial mayor del Ministerio de Fomento. También trabajó en el servicio diplomático mexicano, desempeñándose como cónsul en Barcelona y en París.[cita requerida]

### Otras actividades
Sentó las bases de la instrucción primaria gratuita, laica y obligatoria el 5 de febrero de 1882. Fundó el Liceo de Puebla y la Escuela Normal de Profesores de México y escribió varios libros de gran éxito en su época, en que cultivó diferentes estilos y géneros literarios. Sus estudios críticos se publicaron en revistas literarias de México. También se han publicado sus discursos. Altamirano amó las leyendas, las costumbres y las descripciones de paisajes de México. En 1867, comenzó a destacar y orientó su literatura hacia la afirmación de los valores nacionales, también ejerció como historiador literario y crítico.[cita requerida]
En 1870, fue iniciado en la masonería, y alcanzó el grado 33 en 1879.

## Ideas filosóficas y religiosas
Pese a que fue un político e ideólogo liberal, Altamirano fue un devoto católico y, a diferencia de otros pensadores liberales mexicanos de su época, como Ignacio Ramírez o Vicente Riva Palacio, no fue un escéptico o un crítico radical de la Iglesia católica (aunque sí haya apoyado a la separación de la Iglesia-Estado y la desamortización de los bienes eclesiásticos en México, es decir, la llamada Reforma mexicana).
Este pensador fue simultáneamente fiel católico y liberal, creyente en la religión cristiana pero también en la capacidad humana para progresar, en el poder de la Razón y el Progreso civilizatoria, en la superior capacidad de la ciencia para librar a la humanidad de sus atrasos (por sobre el poder de la fe) y en la posibilidad de que todas las disciplinas humanas, incluyendo las artes, pudieran avanzar:

De acuerdo a su teoría social y a su propia Trans-Hito-Historia no sólo las naciones, en su situación material, sino también el arte, la ciencia, la Moral y, en términos amplios, la Filosofía (el 
pensamiento), etc., progresan. El Progreso se va materializando, para Altamirano, en una multitud de ámbitos: cuando un pueblo llega al Progreso significa que llega a la Civilización, significa que su Política, su arte, su Ciencia, su Moral, su Filosofía y otros ámbitos, han avanzado. Luego, el pueblo que ha progresado, para Altamirano, se coloca por encima de los demás pueblos que se han detenido en la Barbarie. La adoración hacia este Progreso/Civilización, que es una entidad trascendental, en este autor, no superaba, por supuesto, a la que él profesaba por el dios mayoritario de México [en el siglo XIX], por Cristo, pero se le acercaba bastante.

### Muerte y homenajes
Murió en Italia en 1893, en una misión diplomática. Falleció por el deterioro en su salud, producto de la diabetes que padecía.
Su última voluntad fue que su cuerpo fuera cremado y sus cenizas trasladadas a México, y esta voluntad se cumplió.
El 13 de febrero de 1960 en San Remo, Italia (lugar de fallecimiento), se inauguró una estatua donada por el entonces presidente de México, Adolfo López Mateos. En dicha ceremonia estuvieron presentes, turistas, gabinete presidencial y gente oriunda de San Remo.
En el centenario de su nacimiento, sus restos se depositaron en la Rotonda de las Personas Ilustres, en la Ciudad de México. Se creó la medalla «Ignacio Manuel Altamirano» con la finalidad de premiar los 50 años de labor docente. El 13 de febrero de 1993, se inscribió su nombre con letras de oro en los muros de la Cámara de Diputados.

## Obras

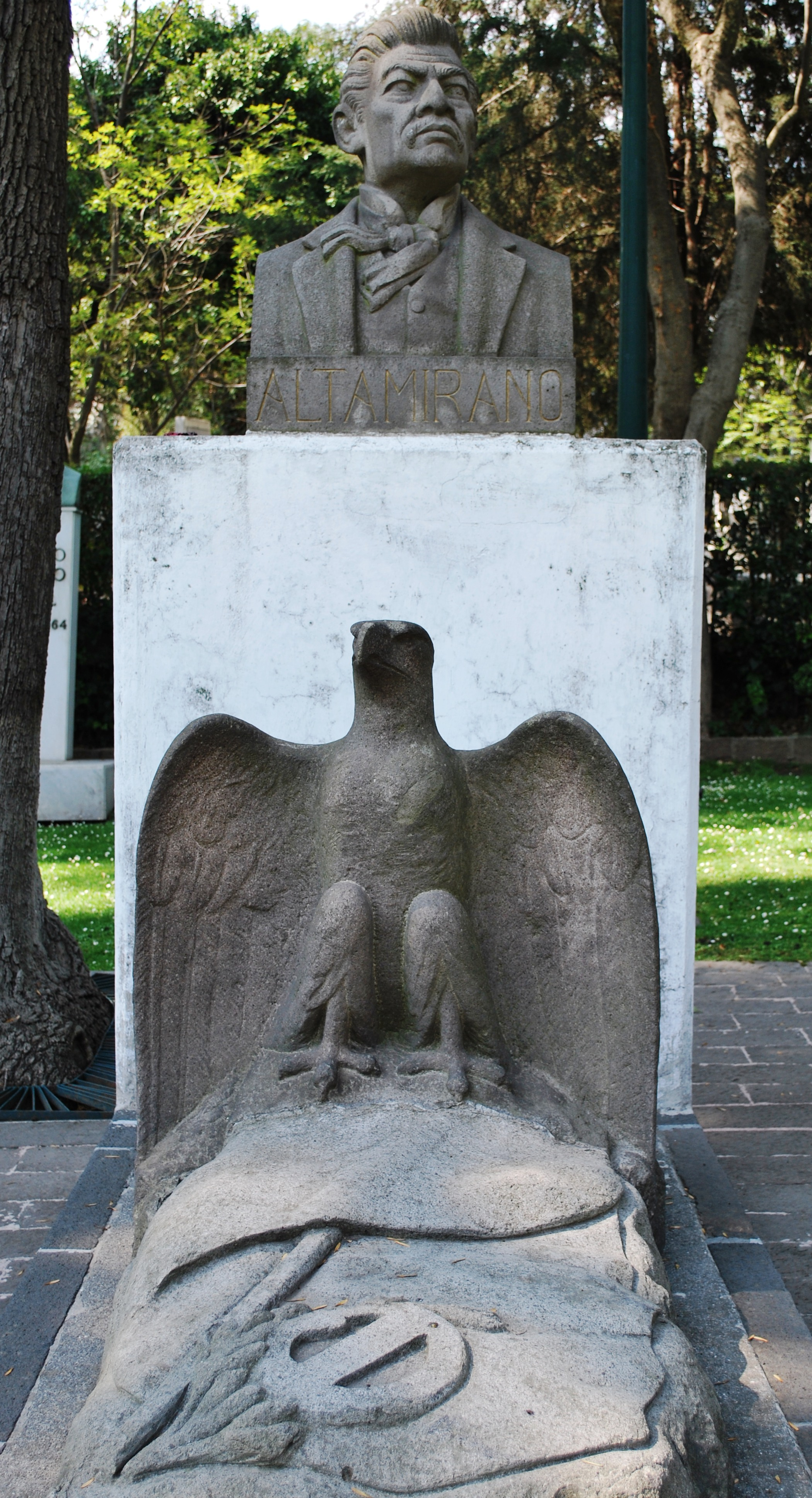
Sepulcro de Ignacio Manuel Altamirano, en la Rotonda de las Personas Ilustres.

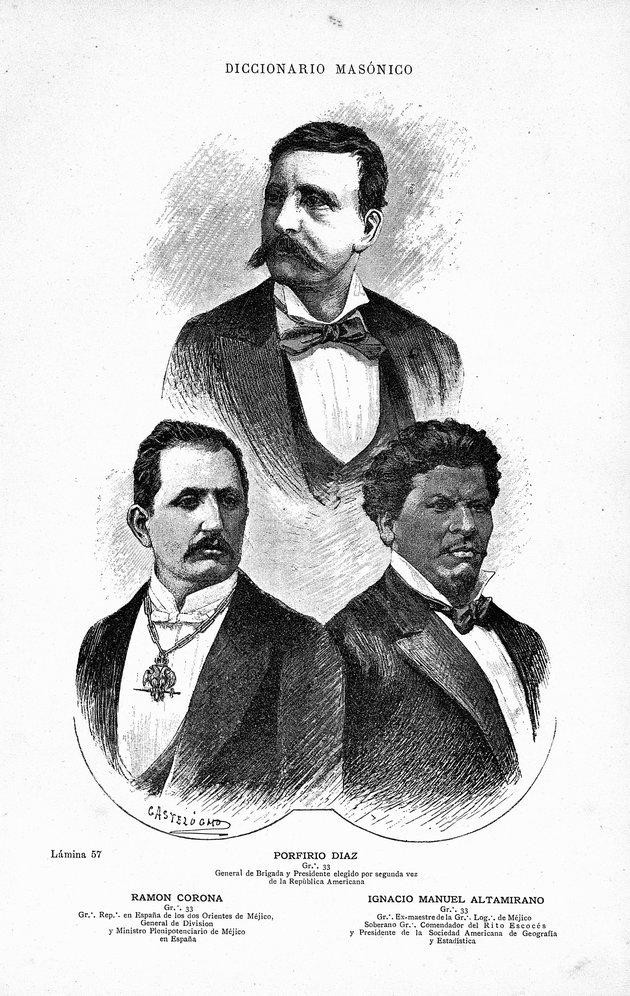
Altamirano, Ramón Corona y Porfirio Díaz, en el Diccionario enciclopédico de La masonería, de Lorenzo Frau Abrines (1884).

### Novelas
- Clemencia (1869)
- La Navidad en las montañas (1871)
- El Zarco (1901, póstuma)

### Cuentos
- Cuentos de invierno (1880)

### Poesía
- Rimas (1872)

### Otras
- - Paisajes y leyendas, tradiciones y costumbres de México (1884)
  - Biografía de Ignacio Ramírez (1889)
  - Aires de México (1940)
  - La literatura nacional (1949)